# (9979) 1994 VT
(9979) 1994 VT (1994 VT, 1981 JT3) — астероїд головного поясу, відкритий 3 листопада 1994 року.
Тіссеранів параметр щодо Юпітера — 3,503.